# Vegaquemada
Vegaquemada település Spanyolországban, León tartományban. Lakosainak száma 437 fő (2024).

## Földrajza
Vegaquemada Santa Colomba de Curueño, La Vecilla, Valdepiélago, Boñar, La Ercina, Gradefes és Vegas del Condado községekkel határos.

## Népesség
A település lakosságának változását az alábbi diagram mutatja:
| Lakosok száma | 532  | 488  | 471  | 470  | 467  | 454  | 445  | 439  | 428  | 437  |
|               | 2001 | 2004 | 2007 | 2009 | 2012 | 2014 | 2017 | 2019 | 2022 | 2024 |